# Baltimore Symphony Orchestra
Het Baltimore Symphony Orchestra (BSO) is een Amerikaans symfonieorkest dat haar basis heeft in Baltimore, Maryland.

## Geschiedenis
Het Baltimore Symphony Orchestra is opgericht in 1916 en maakte oorspronkelijk deel uit van de gemeentelijke overheid. In 1942 werd het orkest geprivatiseerd. Als gevolg daarvan werd het budget in belangrijke mate verhoogd, hetgeen tot een evenredige verhoging in "status" leidde. Joseph Meyerhoff, die in 1965 "President of the Board" werd, zorgde voor de belangrijkste verbetering en maakte van de regionale groep musici een nationaal gewaardeerd ensemble. Eerste dirigent Sergiu Comissiona was daarbij zijn partner die ervoor zorgde dat het niveau vanuit muzikaal oogpunt met sprongen omhoog ging.
De volgende eerste dirigent, David Zinman, bijgestaan door de algemeen directeur John Gidwitz, consolideerde de winst die het orkest had verwezenlijkt in de voorgaande twintig jaar. Het orkest maakte een aantal internationale tournees en verzorgde duidelijk gewaardeerde radio-uitzendingen en een groot aantal opnamen voor diverse labels, waaronder opnamen van hedendaagse Amerikaanse componisten op het Argo label. Het orkest maakte het publiek bekend met componist Michael Torke ("Color Music"). Het BSO werd het eerste Amerikaanse orkest dat een tournee maakte achter het IJzeren Gordijn sinds de jaren zeventig. In het bijzonder Zinman spande zich in voor innovatieve programmering en introduceerde veel nieuwe muziek. Hij hield interviews met componisten op het podium. Comissiona, Zinman, en zijn opvolger Joeri Temirkanov hebben in belangrijke mate bijgedragen aan de aanzienlijke groei en internationale reputatie van het orkest.
De huidige eerste dirigent, Marin Alsop, werd in 2005 benoemd als Temirkanovs opvolgster, en werd een van de eerste vrouwen die chef-dirigent werd van een belangrijk Amerikaans symfonieorkest; ze aanvaardde deze positie met ingang van het seizoen 2007/2008. Aanvankelijk leidde de benoeming tot enige controverse tussen de directie en de leden van het orkest, die vonden dat ze niet betrokken waren geweest in het proces om een nieuwe dirigent aan te trekken.
De Baltimore Symphony speelt voornamelijk in de Joseph Meyerhoff Symphony Hall, maar treedt ook op in het Music Centre in Strathmore, circa vijfenzeventig kilometer verderop in Montgomery County (Maryland). Het laatste initiatief van algemeen directeur Gidwitz was de bouw van de Strathmore Hall, waardoor het BSO toegankelijker werd voor het publiek uit de omgeving van Washington, D.C..

## Eerste dirigenten
| - 1917-1930 Gustav Strube - 1930-1935 George Siemonn - 1935-1937 Ernest Schelling - 1937-1939 Werner Janssen - 1939-1942 Howard Barlow - 1942-1952 Reginald Stewart | - 1952-1959 Massimo Freccia - 1959-1968 Peter Herman Adler - 1969-1984 Sergiu Comissiona - 1985-1998 David Zinman - 1999-2006 Joeri Temirkanov - 2007-nu Marin Alsop |